# Nicholas Ebanks
Nicholas Ebanks (27 giugno 1990) è un calciatore britannico, delle Isole Cayman, difensore della Nazionale di calcio delle Isole Cayman.